# Grand Prix Etienne De Wilde
Le Grand Prix Etienne De Wilde est une course cycliste belge disputée à Laerne, dans la province de Flandre-Orientale. Créée en 1997, elle rend hommage au champion cycliste Etienne De Wilde.
Les éditions 2020 et 2021 sont annulées en raison du contexte sanitaire lié à la pandémie de Covid-19.

## Palmarès
| Année     | Vainqueur               | Deuxième         | Troisième             |
| --------- | ----------------------- | ---------------- | --------------------- |
| 1997      | Gino De Weirdt          | Pascal Elaut     | Vadim Volar           |
| 1998      | Peter Schoonjans        | Steven De Champs | Rudy De Vijlder       |
| 1999      | Danny Van der Massen    | Jan Claes        | Scott Suckling        |
| 2000      | Gino De Weirdt          | Jan Claes        | Tom Boonen            |
| 2001      | Nico Mestdach           | Kurt Eeckhout    | Jan Schilder          |
| 2002      | Gino De Weirdt          | Kurt Eeckhout    | Frederik Broché       |
| 2003      | Chris Deckers           | Jeroen Boelen    | Mathieu Heijboer      |
| 2004      | Darius Strole           | Erwin Vervecken  | Bart Heirewegh        |
| 2005      | Jan Verstraeten (nl)    | Tom De Meyer     | Geoffrey Demeyere     |
| 2006      | Geoffrey Demeyere       | Michel Vanhaecke | Jan Verstraeten (nl)  |
| 2007      | Nico Kuypers            | Niels Albert     | Steven Van Vooren     |
| 2008      | Hayden Roulston         | Bjorn Coomans    | Davy Commeyne         |
| 2009      | Nicky Verdaasdonck      | Karel Baten      | Hamish Haynes         |
| 2010      | Gunter Sterck           | Jo Maes          | Tom Willems           |
| 2011      | Bart Van Speybroeck     | David Geldhof    | Seppe Odeyn           |
| 2012      | Olivier Pardini         | Kess Heytens     | David Geldhof         |
| 2013      | Nicky Verdaasdonck      | Jens Wallays     | Jori Van Steenberghen |
| 2014      | Matthias Van Holderbeke | Benjamin Verraes | Oliver Naesen         |
| 2015      | Tim Merlier             | Alexander Geuens | Glenn Rotty           |
| 2016      | Robbe Ghys              | Jelle Mannaerts  | Alexander Maes        |
| 2017      | Stijn De Bock           | Jelle Mannaerts  | Jelle Cant            |
| 2018      | Robby Cobbaert          | Alexander Maes   | Nico Verhoeven        |
| 2019      | Stijn Siemons           | Koen Demuynck    | Wesley Van Dyck       |
| 2020-2021 | annulé                  | annulé           | annulé                |
| 2022      | Nathan Székely          | Brent Clé        | Joe Sutton            |
| 2023      | Sébastien Van Poppel    | Michiel Coppens  | Wim Reynaerts         |
| 2024      | Robbe Mellaerts         | Jarno Bellens    | Sil De Brauwere       |
| 2025      | Nikolas Klimavičius     | Sieben Roggeman  | Diemer Van der Perre  |